# José Ferraz de Almeida Júnior
Pour les articles homonymes, voir Ferraz.
José Ferraz de Almeida Júnior (né le 8 mai 1850 à Itu et mort le 13 novembre 1899 à Piracicaba) est un peintre brésilien, généralement considéré comme le principal peintre réaliste brésilien du XIXe siècle pour ses tableaux représentant des fermiers ou d'autres habitants de la campagne, notamment les caipira de la région de São Paulo.

## Biographie
José Ferraz de Almeida Júnior vit à Paris de 1876 à 1882, où il est l'élève d'Alexandre Cabanel et entre au contact de l'influence des maîtres réalistes français. Il est poignardé à mort en 1899 par le mari de sa maîtresse.

## Galerie

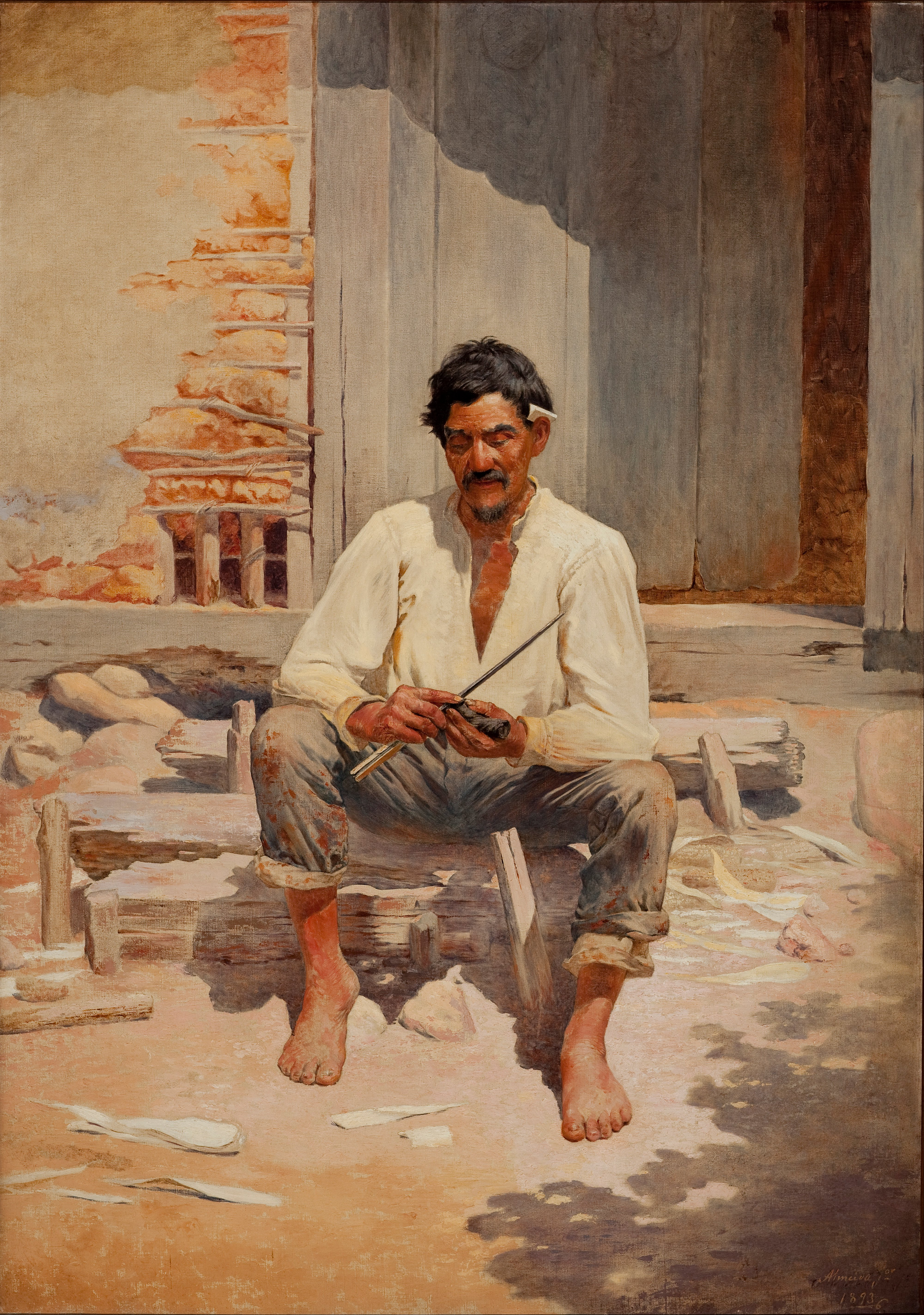
Caipira picando fumo
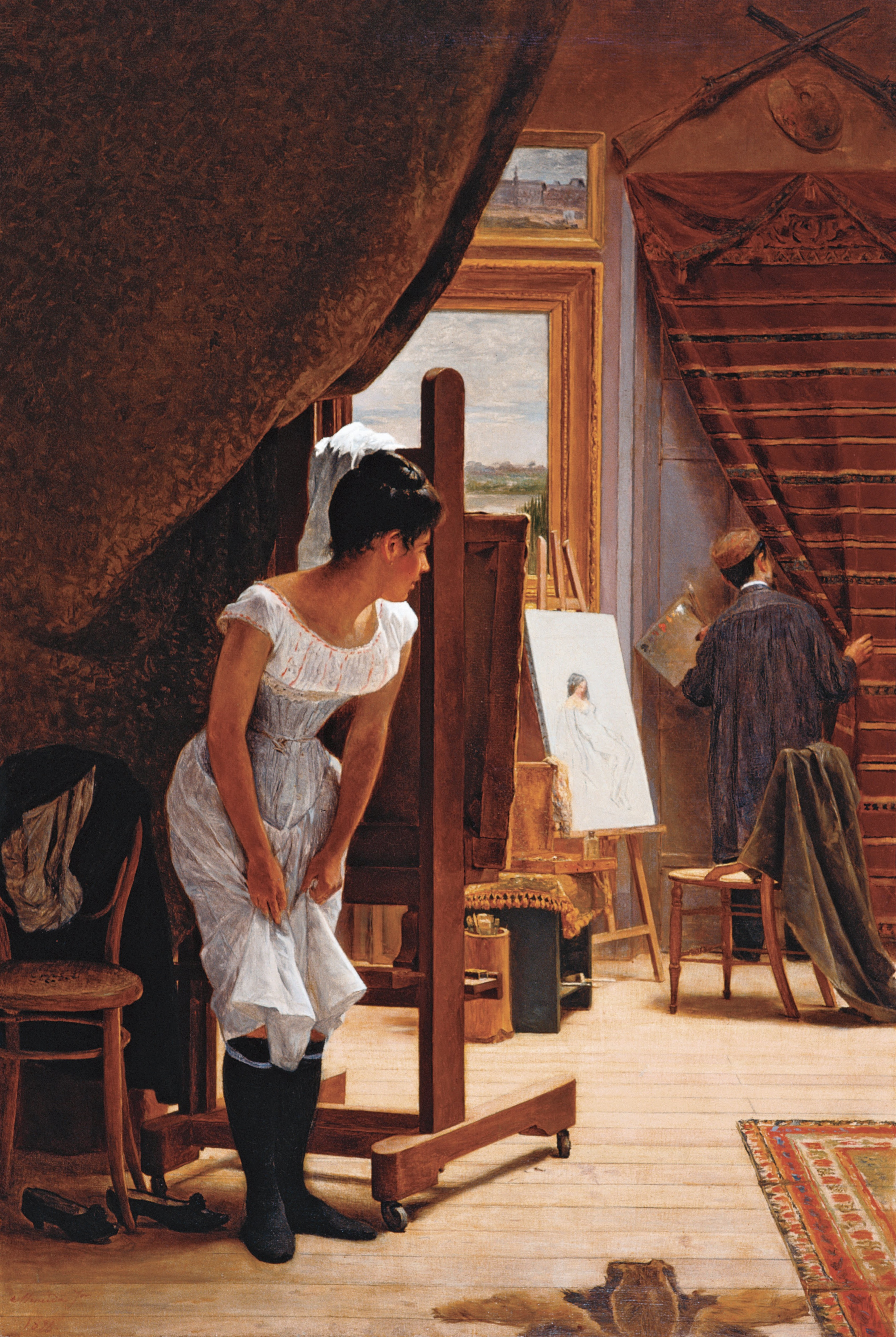
L'inopportune
Le Repos du modèle
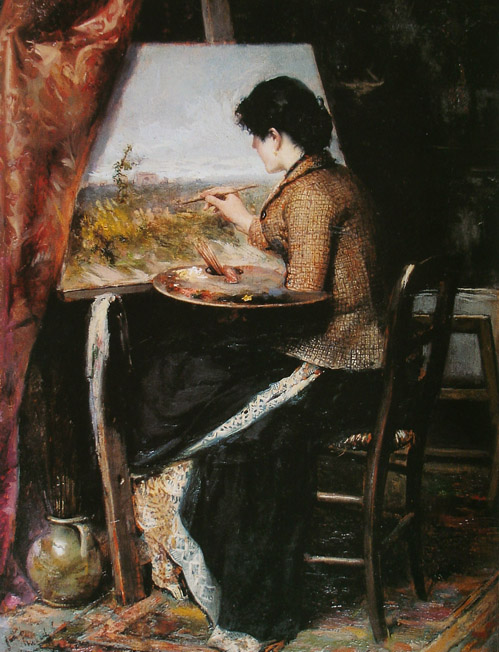
No ateliê
Saudade
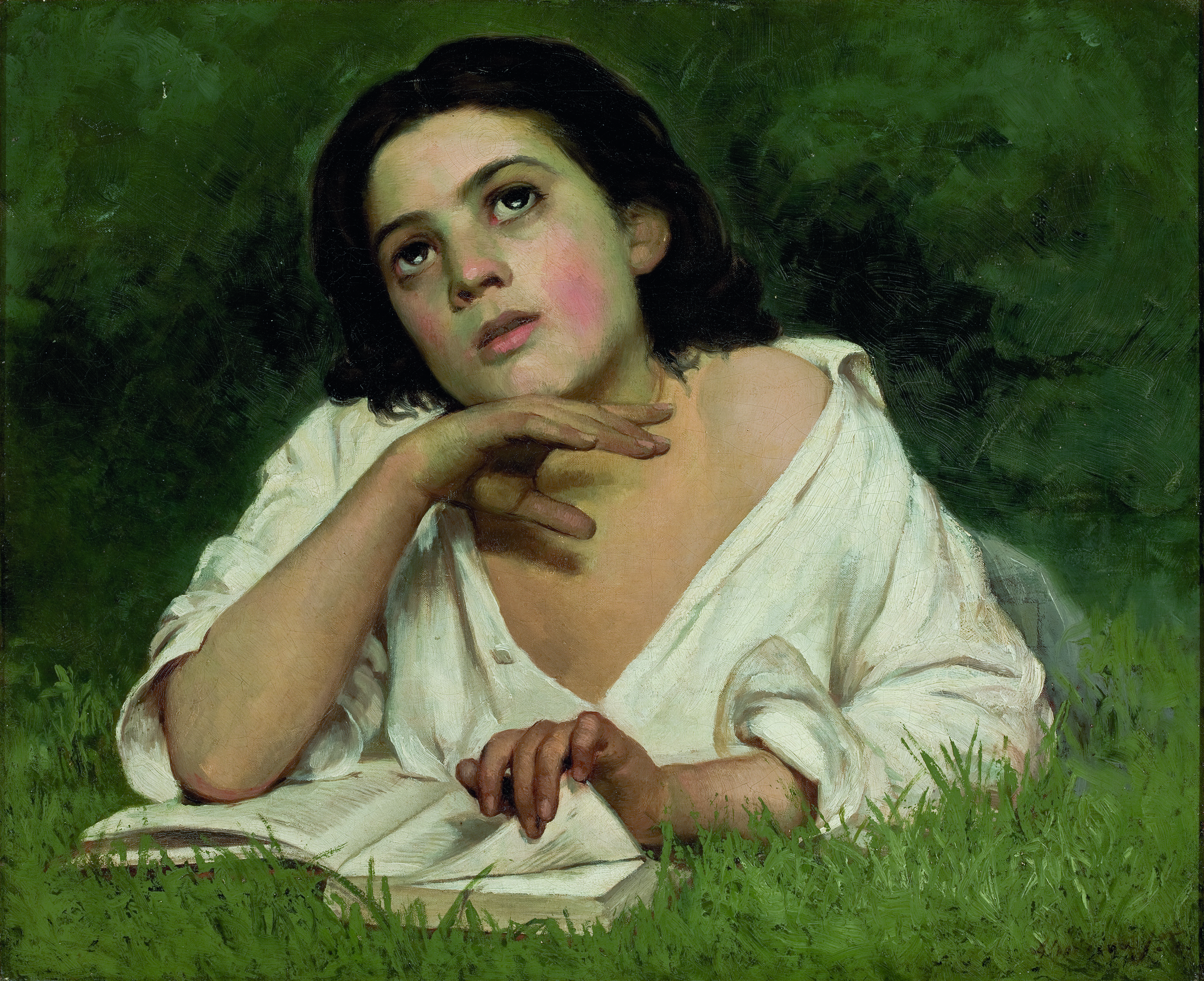
Moça com Livro
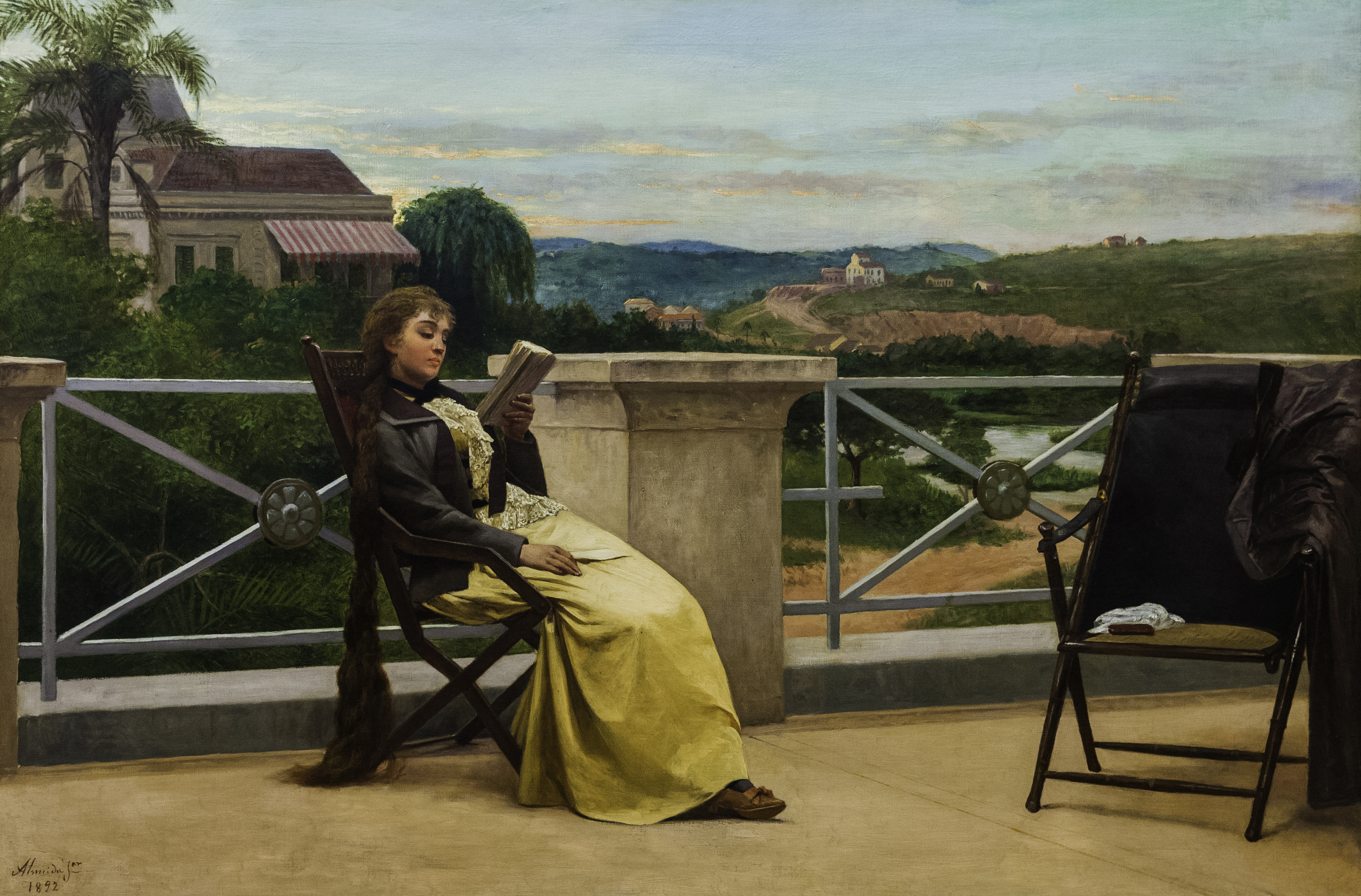
La Lecture, 1892